# Heerlijkheid Geroldseck
Geroldseck of Hohengeroldseck was een in de Zwabische Kreits liggende heerlijkheid, later graafschap binnen het Heilige Roomse Rijk.

## De heerlijkheid tot 1692
De heren van Geroldseck noemden zich sinds het begin van de twaalfde eeuw naar de in 1139 voor het eerst vermelde Burcht Hohengeroldseck bij Lahr, waaromheen een heerlijkheid ontstond. De stad Lahr kwam in het bezit van het geslacht door het huwelijk van Wouter van Geroldseck, een van de machtigste edelen van de Ortenau, met de erfdochter Helika van Mahlberg.
Na zijn dood in 1277 viel het territorium uiteen in twee delen, Lahr-Mahlberg en Geroldseck, waarvan het laatste door de volgende generatie wederom werd opgesplitst in Geroldseck, Veldenz en Sulz. Lahr-Mahlberg viel in 1426 door erfenis toe aan de graven van Meurs-Saarwerden. Diebold van Geroldseck vocht dit met geweld vergeefs aan. Geroldseck kwam in 1504 onder leenheerschap van Oostenrijk. Nadat het geslacht der heren van Geroldseck met Jacob in 1634 was uitgestorven beleende de keizer Hartman van Cronberg met het gebied.

## De heerlijkheid onder het geslacht von der Leyen
In 1636 verwerven de graven von der Leyen, die langs de Moezel woonachtig zijn de aanspraak op Geroldseck. Omdat de dochter
van Jacob van Geroldseck in haar tweede echtverbinding met markgraaf Frederik V van Baden gehuwd was, bezet Baden na het uitsterven van het geslacht Kronberg in 1692 de heerlijkheid. In 1697 komt Kasper von der Leyen in het bezit van de heerlijkheid. In 1705 wordt von der Leyen door de keizer beleend met de heerlijkheid. Op 22 november 1711 wordt de vrijheer von der Leyen verheven tot rijksgraaf.
Filips van der Leyen kwam vanwege zijn verwantschap met Karl Theodor von Dalberg onder protectie van Napoleon. Hij is een van de ondertekenaars van de Rijnbondakte op 12 juli 1806. Daarmee treedt hij volgens artikel 1 uit het Heilige Roomse Rijk. In artikel 5 is vastgelegd dat hij de vorstentitel mag aannemen. Het vorstendom bestaat uit de voormalige heerlijkheid Geroldseck. Zie verder Vorstendom von der Leyen

## Regenten

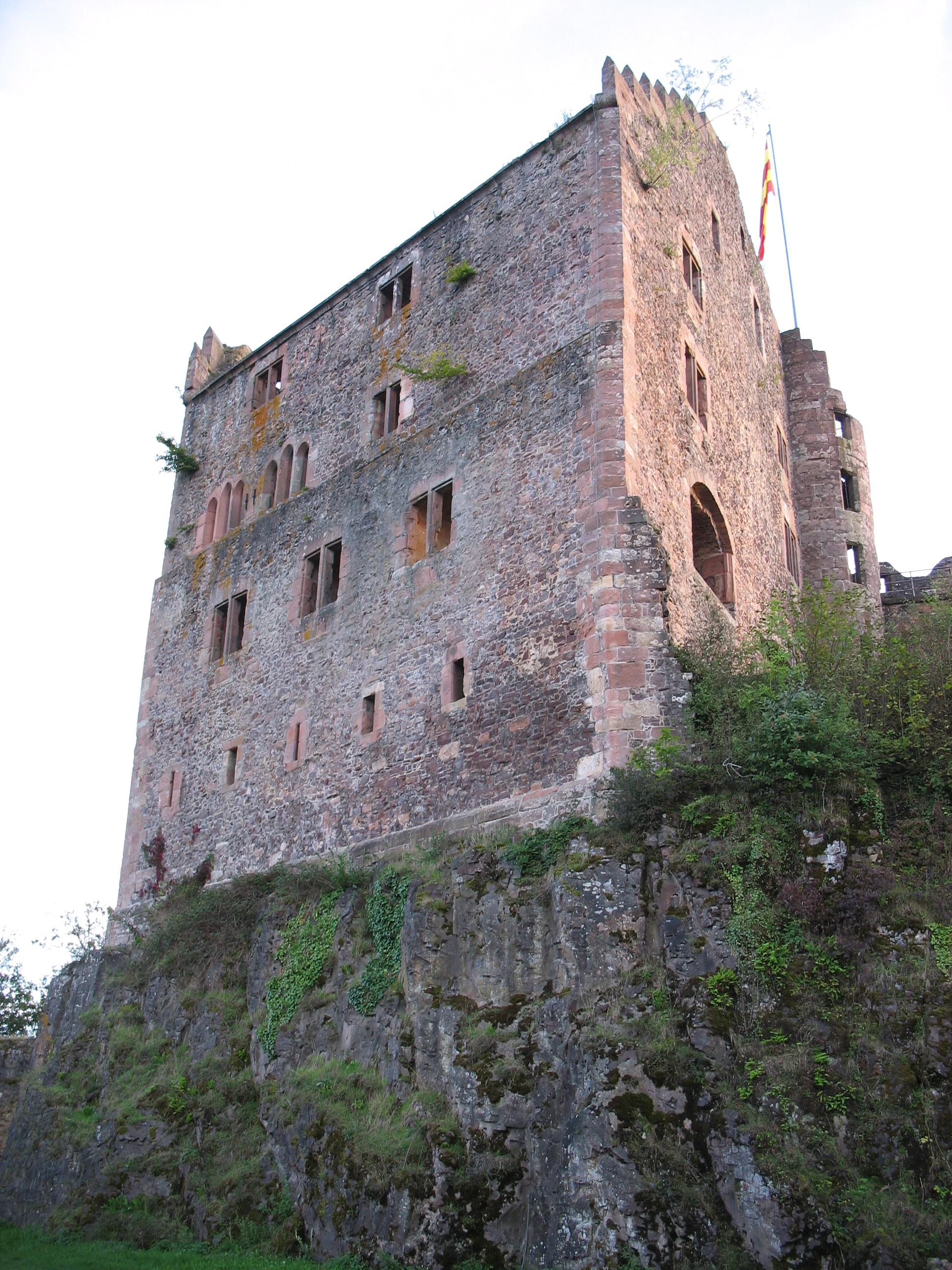
De ruïne van de burcht Hohengeroldseck

| regering     | naam               | geboren   | overleden  | familie |
| ------------ | ------------------ | --------- | ---------- | ------- |
| 1705-1739    | Karel Kaspar       | 11-7-1655 | 30-11-1739 |         |
| 1739-1760    | Frederik Ferdinand | 7-1-1709  | 16-2-1760  | zoon    |
| 1760-1775    | Frans Karel        | 26-8-1736 | 26-9-1775  | zoon    |
| 1775-1806/13 | Philips Frans      | 1-8-1766  | 23-11-1829 | zoon    |